# Exton (Rutland)
Exton is een civil parish in het bestuurlijke gebied Rutland, in het Engelse graafschap Rutland met 607 inwoners.